# エルカーノ飛行隊
エルカーノ飛行隊（Escuadrilla Elcano）は、1926年に3機のブレゲー 19でスペインのマドリードからフィリピンのマニラまでのスペイン人による飛行につけられた名前である。3機で出発し、1機が35日かけてマニラに到着した。16世紀に世界一周を行ったスペイン人フアン・セバスティアン・エルカーノに因んだ名称である。
1924年に旧スペイン植民地（フィリピン、ギアナ、南アメリカ）までの飛行をおこなうことが計画された。モロッコでの戦争などにより計画は遅れ、マニラへの飛行が1926年に行われた。
使用した機体はフランス製の単発複葉機ブレゲー 19で、220kgのペイロードで5日分の食料や護身用武器、修理工具、部品が積み込まれた。予備のエンジンはあらかじめカルカッタに送られた。モンスーンの時期をさけて出発は4月が選ばれ、20ヵ所の寄航地が選ばれた。
3機のパイロットはエドゥアルド・ゴンサーレス＝ガジャルサ（Eduardo González-Gallarza）、ホアキン・ロリーガ・タボアーダ（Joaquín Loriga Taboada）、マルティネス・エステーヴェ（Rafael Martínez Esteve）であり、メカニックとして、ホアキン・アロサメーナ・ポスティーゴ（Joaquín Arozamena Postigo）、そしてペレス（Pérez）とカルボ（Calvo）が搭乗した。
1926年4月5日、8時にスペイン、マドリードのマドリード＝クアトロ・ビエントス空港を出発した。4月7日の着陸予定地はトリポリの予定であったがゴンサーレス＝ガジャルサの機体はエンジン不調でチュニジアに留まり、翌日は悪天候のため遅れ、4月8日にロリガとマルティネス・エステーヴェはカイロに到着していたが、2日遅れてゴンサーレス＝ガジャルサはカイロに到着した。4月11日にカイロからバグダッドまでの目標のない砂漠を越える長い飛行に出発した。ロリーガは目標を見失うこともあったがその日の夜バグダッドに到着した。ゴンサーレス＝ガジャルサも数時間後に到着した。マルティネス・エステーヴェは機体からの燃料漏れで、砂漠に不時着し、イギリス空軍に発見されるまで5日間行方不明となり、飛行の続行は断念した。ロリーガとゴンサーレス＝ガジャルサはバグダッドでマルティネス・エステーヴェを待ったが、4月13日にバグダッドを出発した。4月15日にはカラチに着き、マルティネス・エステーヴェの機体が発見されたニュースで明るい気持ちとなり順調に飛行を続けた。アグラではタージマハール廟を訪れた。カルカッタからラングーンまでのベンガル湾を超える飛行を行い、バンコクではスペイン国王アルフォンソ13世から、シャム国王への親書を渡した。バンコクで2日ほど観光を行った。カンボジアの首都プノンペンを経由し、ベトナムのサイゴンに到着した。ほぼ3/4の航程を20日で飛行した。
サイゴンを出発した後、蚊の大群に突っ込み、エンジンが詰まったことによって引き返しなければならなかった。ハノイではロリーガが病気になり3日ほど留まり、さらにロリーガの機体のエンジンは不調になっていた。モナコでは、ゴンサーレス＝ガジャルサが着陸に失敗し、木と衝突し機体に損傷を受けた。ポルトガル政府の協力で修理を行っているうちに、ロリーガがマカオに到着した。ロリーガの機体は、台風シーズンに洋上飛行を行うことは危険であると思われたので、ゴンサーレス＝ガジャルサのメカニックのかわりにロリーガがゴンサーレス＝ガジャルサの機に搭乗することにした。洋上飛行の間はフランスとポルトガルの汽船がエスコートすることを申し出た。
5月11日、ルソン島のアパリに到着して熱狂的に迎えられた。マニラへの飛行はアメリカの航空機に迎えられた。